# 배틀 스쿨
《배틀 스쿨》(일본어: 放課後戦記, 영어: Chronicle of the After-School Wars)은 2018년 4월에 개봉한 일본의 공포, 스릴러, 액션 영화이다. 츠치다 준페이가 감독을, 츠치다 준페이와 모모하라 히데카즈가 각본을 맡았다. 일본에서는 2018년 4월 7일에 개봉되었다.

## 줄거리
어느 평범한 방과 후, 여고생 ‘세나’는 옥상에서 깜빡 잠들고 만다. 눈을 떴을 때는 이미 주변이 어두워져 있었고, 모든 문이 잠겨 학교에 꼼짝없이 갇힌 신세가 된다. 그러던 중 갑작스럽게 정체불명의 방송이 흘러나오고, 세나는 학교에서 벌어지는 무차별 살인극에 말려들게 되는데...

## 출연진
- 이치카와 미오리 - 카도와키 세나
- 아카즈키 나루미 - 모리 카요코
- 리리카 - 츠츠이 유다치
- 코미야 아리사 - 하라스노 시오
- 엔도 니나 - 호우시토 아키노
- 아오시마 코코로 - 우츠 미세토
- 쿠보타 미사 - 모토무라 치카
- 이노우에 미나 - 지손지 리츠코
- 오오노 미키 - 오야카와 카즈에
- 코이즈미 모에카 - 토우타카 아라소
- 카토 미쿠 - 카져시키 사치
- 닛타 유리코 - 오오미조 나루미